# 미래과학자거리 은하 타워
미래과학자거리 은하 타워(영어: Mirae Scientists Street Unha Tower)로 알려진 미래 은하 타워, 은하 타워(영어: Unha Tower) 또는 갤럭시 타워(영어: Galaxy Tower)는 조선민주주의인민공화국 평양시 평천구역 미래과학자거리에 위치한 아파트(살림집)는 지상 53층, 210m 및 19개동 및 2,500세대 규모로 구성되어 있고 2015년에 완공된 건물이다.
미래과학자거리는 조선민주주의인민공화국 평양시의 신도시고 아파트는 거주가 가능한 주거 시설, 은하는 영어로 갤럭시라는 뜻이고 조선민주주의인민공화국의 대륙간탄도미사일, 타워는 탑이며 2014년에 개발 당시 명칭을 정했다.

## 역사
2014년 9월에 미래과학자거리에 50층이 넘는 아파트를 지을 계획 당시 건물 명칭에 "은하"가 붙여졌으며, 이는 조선민주주의인민공화국의 대륙간탄도미사일이다. 같은 해에 착공하여 2015년 11월 15일에 완공하였다. 김책공업종합대학의 과학자, 교사 및 연구원에게 주택을 제공하기 위한 것이다. 그러나 2017년 5월 뉴스 포털 사이트 NK News에 따르면, 탑에 사는 사람들은 거의 없다.

## 특징
최고 53층, 210m로 구성된 은하 아파트는 2015년 11월 완공 이후 조선민주주의인민공화국에서 2번째로 높은 건물으로 기록되어 있다. 이는 류경호텔 다음으로 높으며 2016년 1월 기준 200m 이상 건물 106개 중 71번째로 높다.
조선민주주의인민공화국판 타워팰리스라고 하고 옛날의 건축기술이며 꼭대기는 높이 24ｍ, 무게 40여t의 상징탑이 세워졌고 4대의 고속승강기가 설치되어 있고 한 층에 6가구씩 살 수 있다.

## 내부 시설

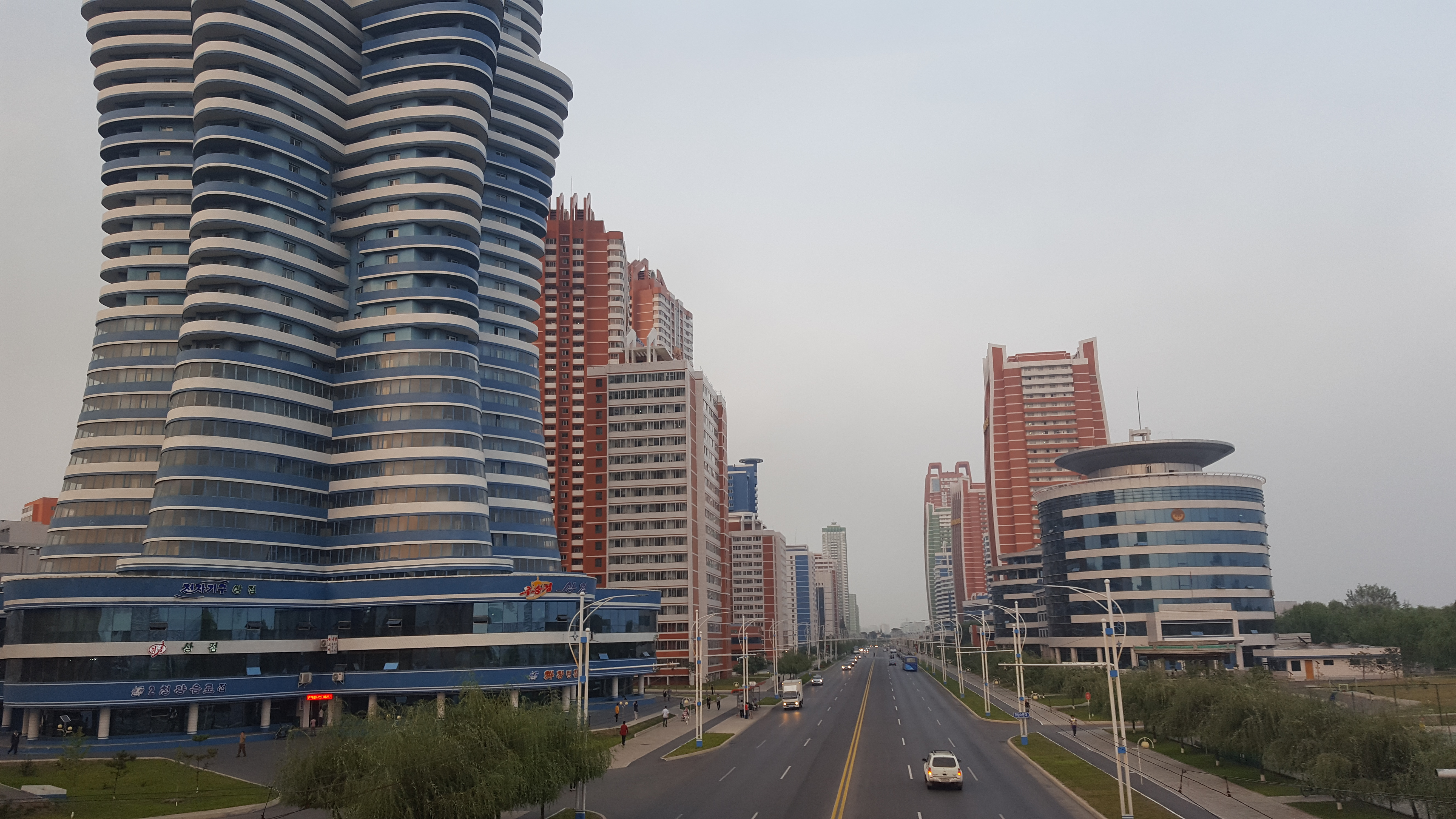
미래과학자거리 은하 타워의 시설.

주요시설은 아파트고 그 외의 시설은 농구장, 배구장, 베드민턴장 등 체육시설과 조경시설이 있다. 이 아파트의 저층에는 상가가 있고 식품, 가전제품 등을 살 수 있다.
| 층수       | 용도      |
| ---------- | --------- |
| 1층 ~ 53층 | 아파트 등 |

## 방송
- 2018년 9월 15일에 방영된 걸어서 세계속으로 572회 평양속으로에 나온다.

## 갤러리

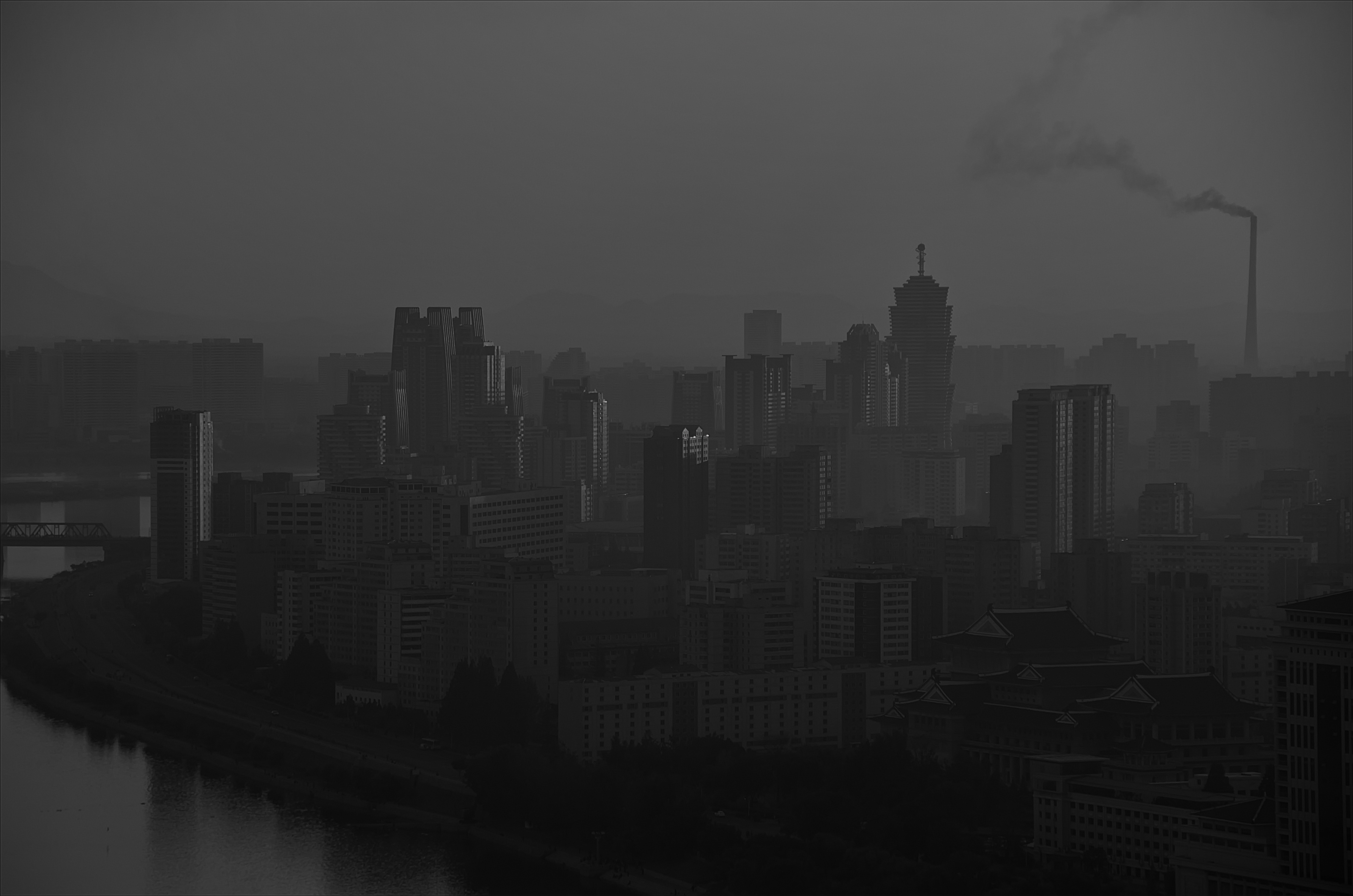
2015년 10월 14일.
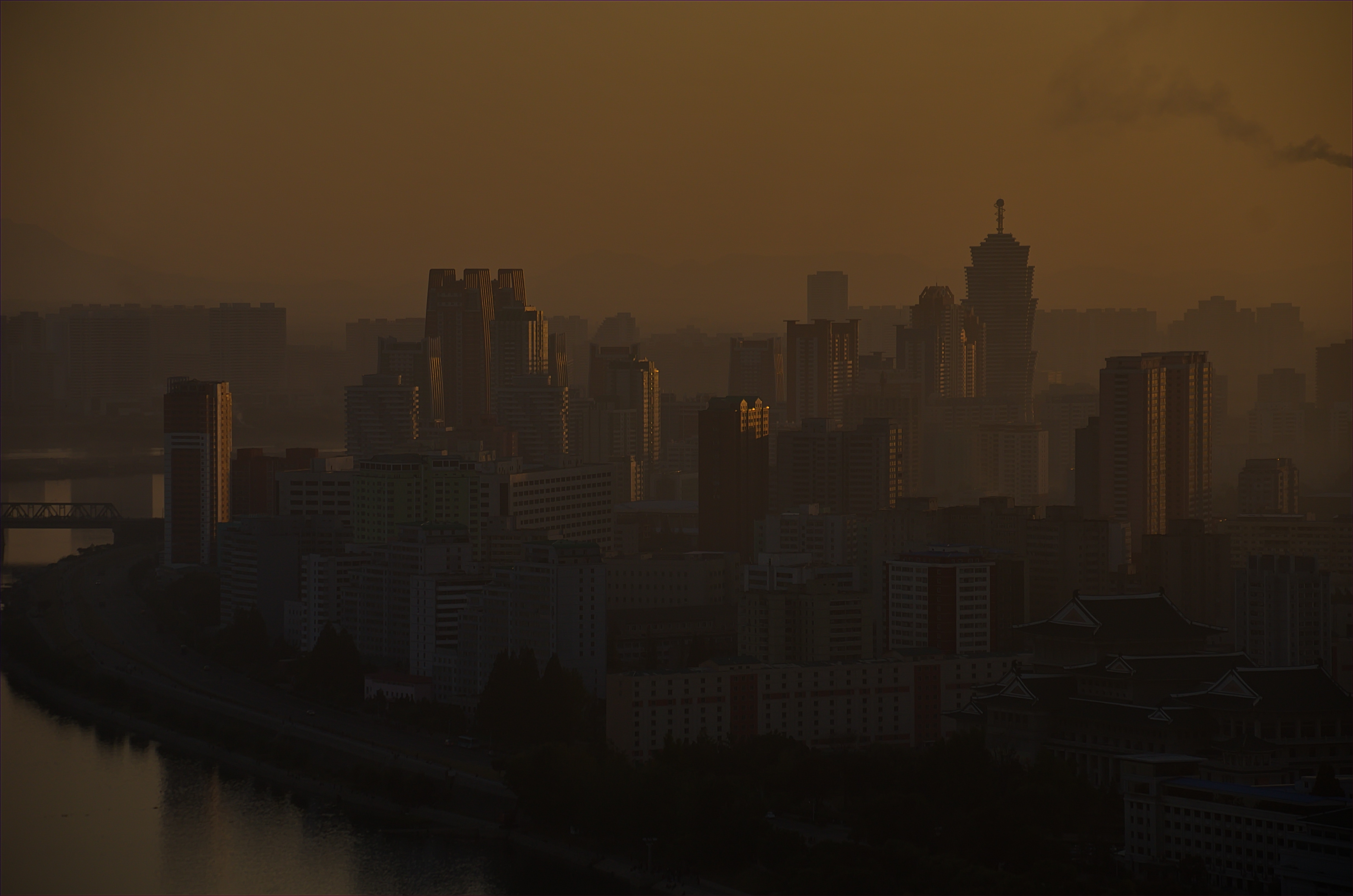
2015년 10월 14일.
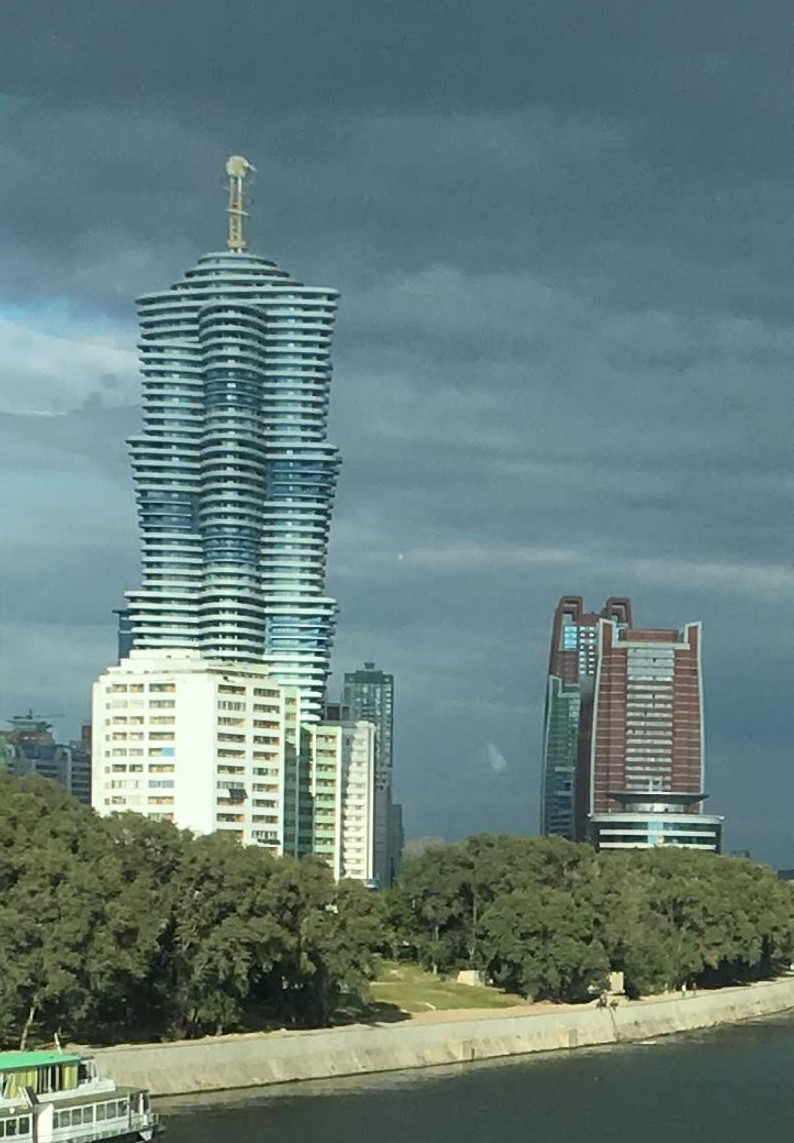
2018년 10월 11일.

## 같이 보기
- 미래과학자거리
- 조선민주주의인민공화국의 마천루 목록
- 평양시의 마천루 목록